# Paridea siamensis
Paridea siamensis es una especie de insecto coleóptero de la familia Chrysomelidae.
Fue descrita científicamente en 1998 por Medvedev & Samoderzhenkov.